# Gare de Skikda
La gare de Skikda est une gare ferroviaire algérienne située sur le territoire de la commune de Skikda, dans la wilaya de Skikda.

## Situation ferroviaire
La gare est située au nord de la ville de Skikda, sur la ligne d'Alger à Skikda dont elle est le terminus. Elle est précédée de la gare de Hamadi Krouma.

## Histoire

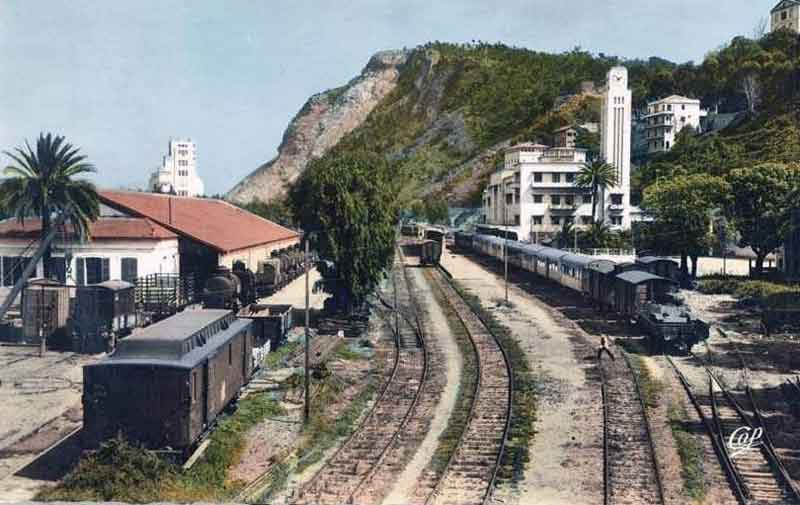
La gare de Skikda au milieu du XXe siècle.

Lors de la colonisation, la gare portait le nom de gare de Philippeville.
La gare est mise en service en 1879 lors de l'ouverture de la ligne de Philippeville à Constantine,.
Le bâtiment voyageurs actuel a été mis en service le 28 mars 1937 en remplacement de celle datant de 1970

## Service des voyageurs

### Desserte
La gare de Skikda est desservie par les trains régionaux des liaisons :
- Constantine - Skikda[4] ;
- Skikda - Aïn Touta[5].